# Fiat Palio
Fiat Palio (укр. Фіат Паліо) — компактний автомобіль з кузовом хетчбек, що випускається концерном FIAT SpA для Східної Європи.

## Перше покоління (1996–2011)
Спочатку ім'ям Palio називали топову комплектацію моделі Fiat 127 зразка 1977 року. Її відрізняли забарвлення «металік», якісніші матеріали обробки салону і литі диски. А в 1996 році італійці дали це ім'я окремому автомобілю, який розроблявся спеціально для країн, що розвиваються. Ось така іронія долі. За дизайн тодішньої новинки відповідали художники ательє I.DE.A Institute. Довжина кузова дорівнювала 3735 мм (у універсала Weekend - 4130 мм), розмір колісної бази - 2360 мм (2420 мм). В основу Palio лягла платформа моделі Fiat Punto першого покоління з її стійками McPherson спереду і балкою, що скручується ззаду. Але інженери концерну FIAT обдарували Palio жорсткішою конструкцією кузова. Випуск автомобіля першого покоління триває до цього дня, і за цей час світової Fiat пережив три рестайлінги - в 2001, 2004 і 2007 роках. Зрозуміло, яких тільки моторів не побувало у Palio в оснащенні - 14 бензинових і турбодизельних двигунів робочим об'ємом від літра до 1,9 л. Агрегати були спарені з коробками передач двох типів - з п'ятиступінчастою «механікою» і чотирьохдіапазонний «автоматом». Більше того, у покупців був найширший вибір модифікацій - хетчбек з трьома або п'ятьма дверима, седан (на більшості ринків він називався Siena), універсал і навіть псевдокроссовер (Weekend Adventure). Виробництво в 1996 році стартувало на заводі в Бразилії. Рік по тому випуск налагодили в Аргентині, а потім підключилися складальні підприємства в Туреччині, Польщі, Китаї, Марокко, ПАР, Венесуелі, Індії та Росії. У Набережних Челнах збирали седани за методом CKD з машинокомплектів, привезених з турецького заводу.

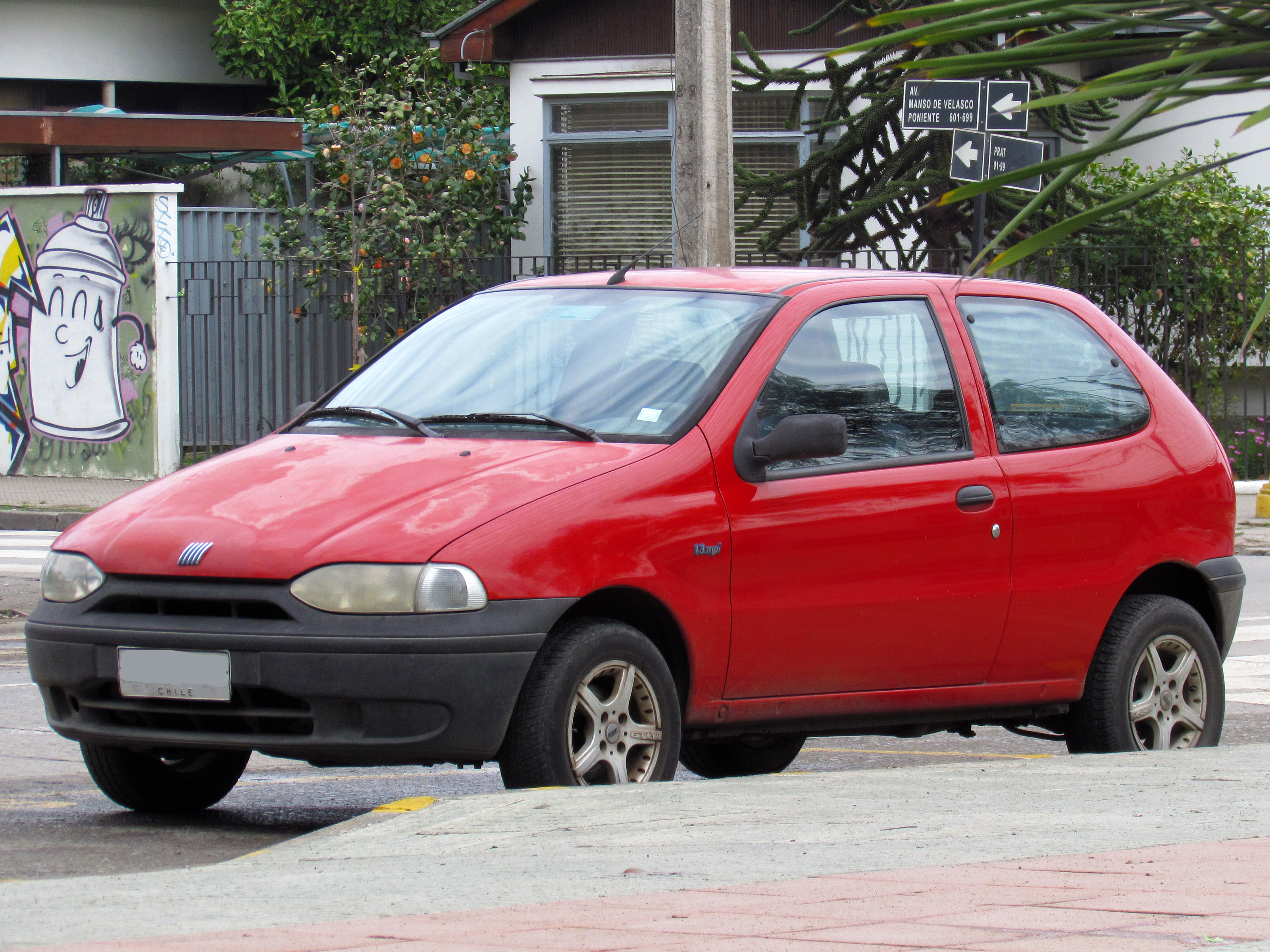
Fiat Palio (1996-2001)
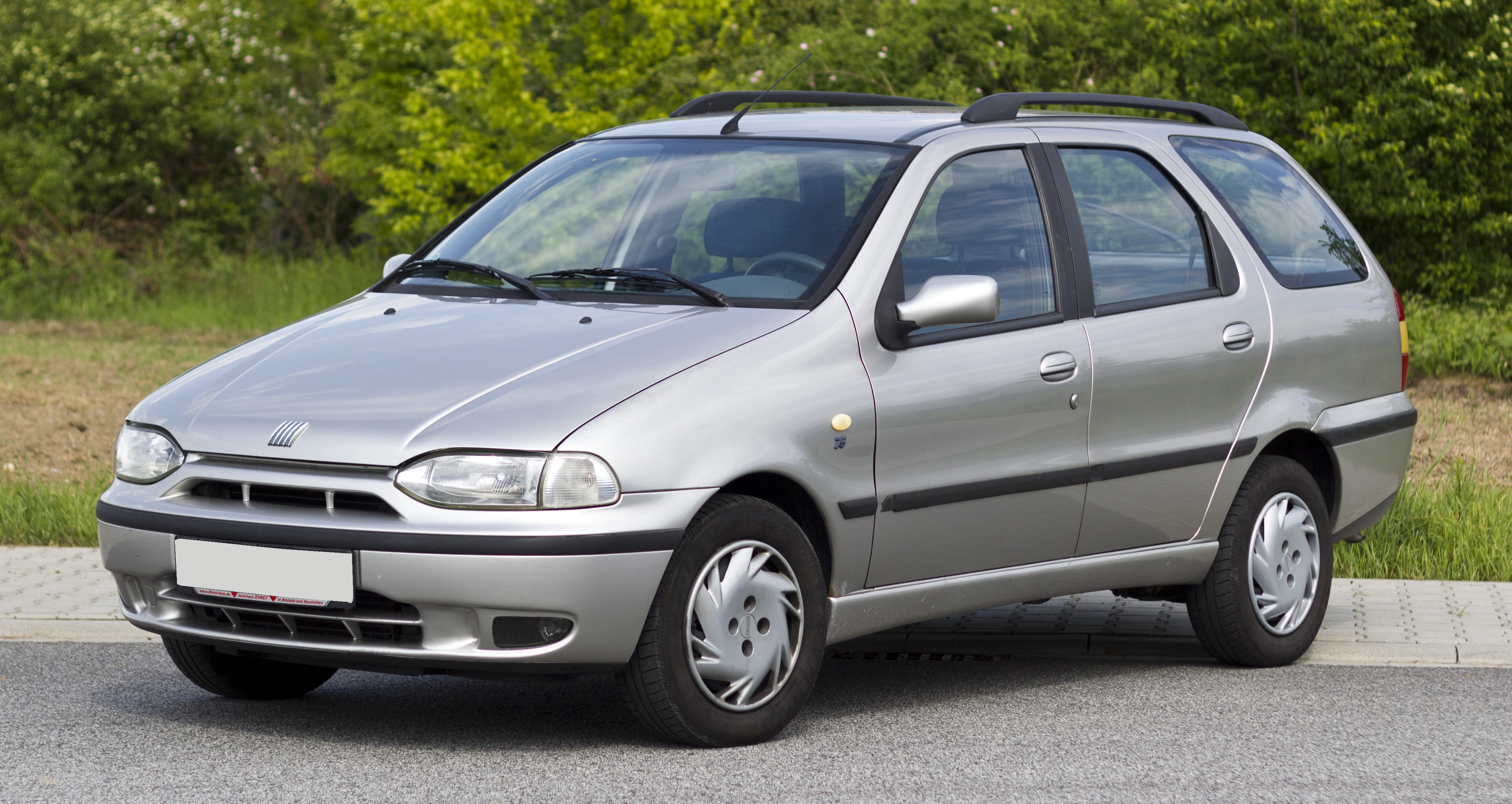
Fiat Palio Weekend
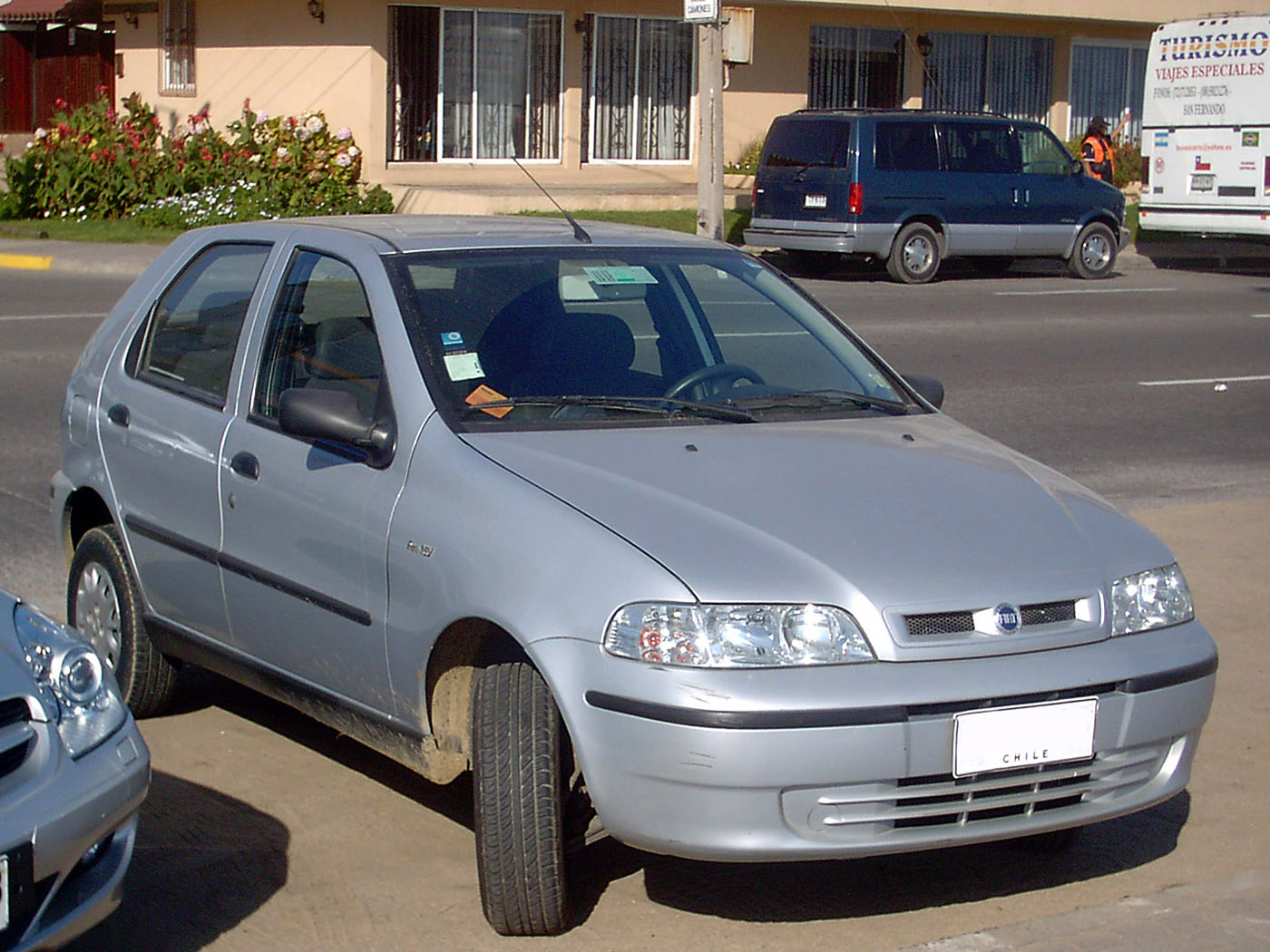
Fiat Palio (2001-2004)
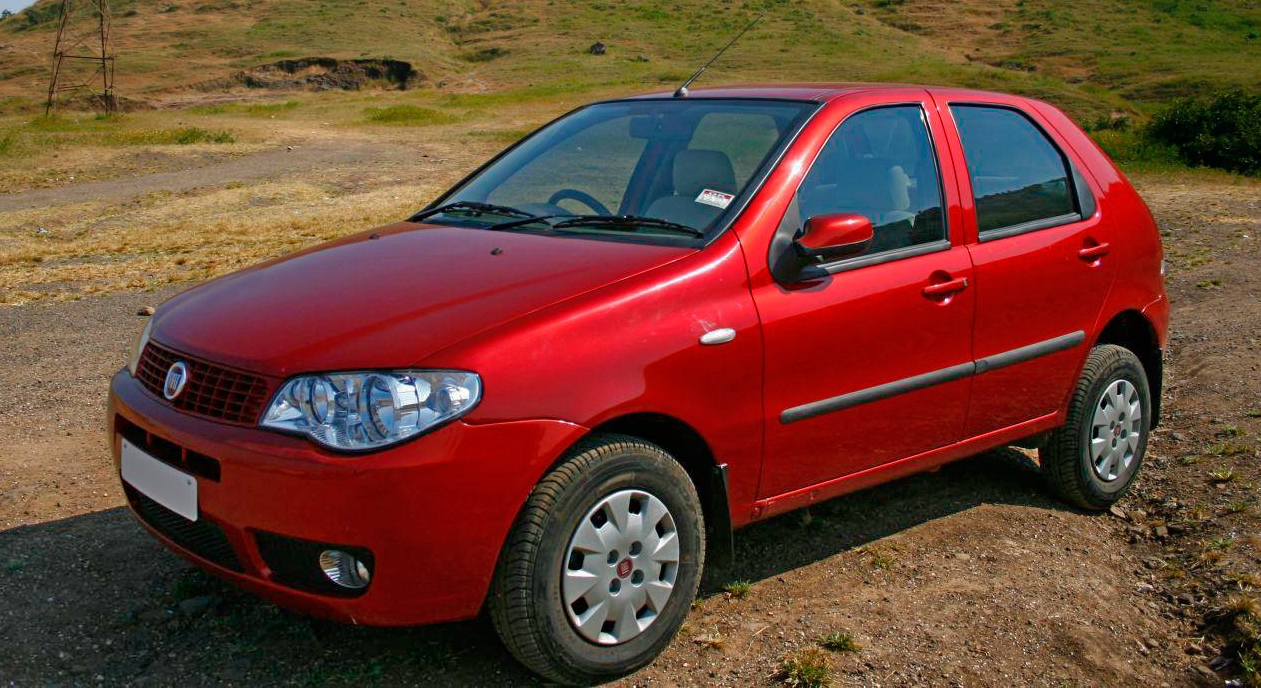
Fiat Palio (2004-2007)
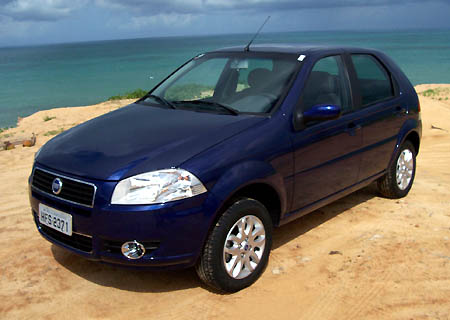
Fiat Palio (2007-2011)
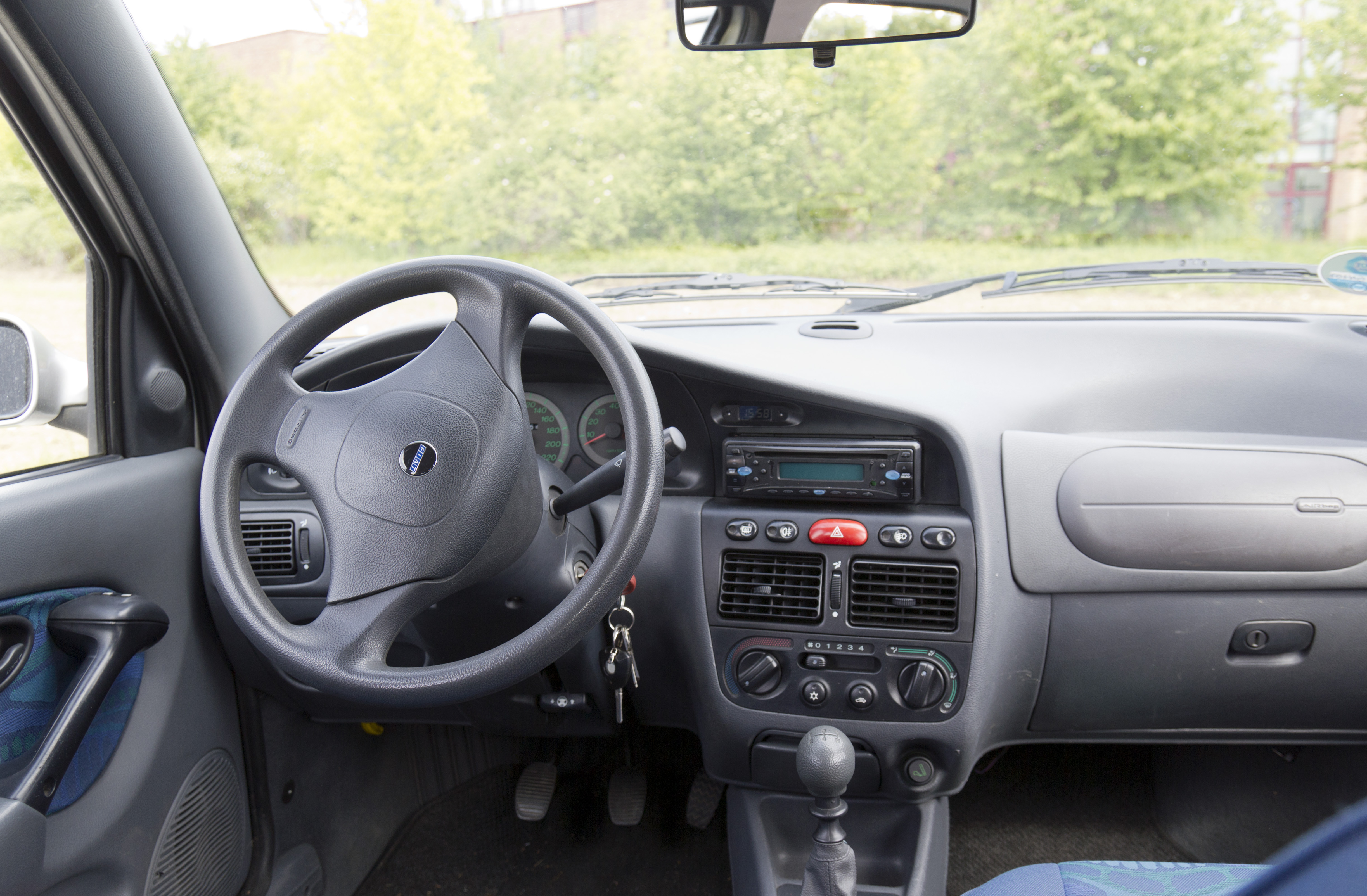

### Двигуни
- 1.0 л Fire I-4
- 1.0 л Fiasa I-4
- 1.1 л Fire I-4
- 1.2 л Fire I-4
- 1.3 л Fiasa I-4
- 1.4 л Sevel I-4
- 1.4 л Fire I-4
- 1.5 л Fiasa I-4
- 1.6 л Fiasa I-4
- 1.6 л Sporting I-4
- 1.6 л E.torQ I-4
- 1.8 л X18XE I-4
- 1.8 л E.torQ I-4
- 1.3 л Multijet I-4
- 1.7 л Turbo Diesel I-4
- 1.9 л Diesel I-4

## Друге покоління (2011–2017)

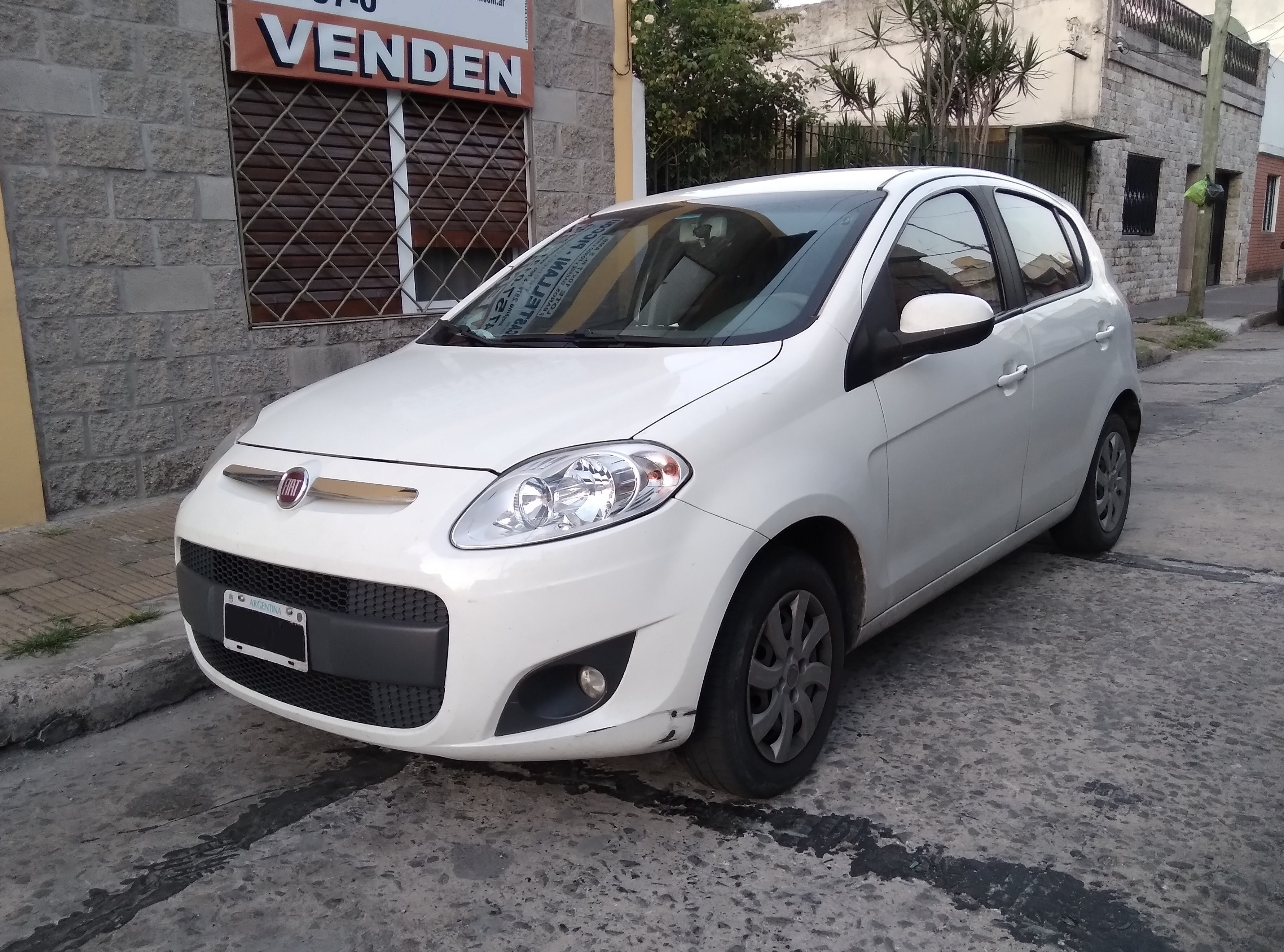
Fiat Palio (2012-...)

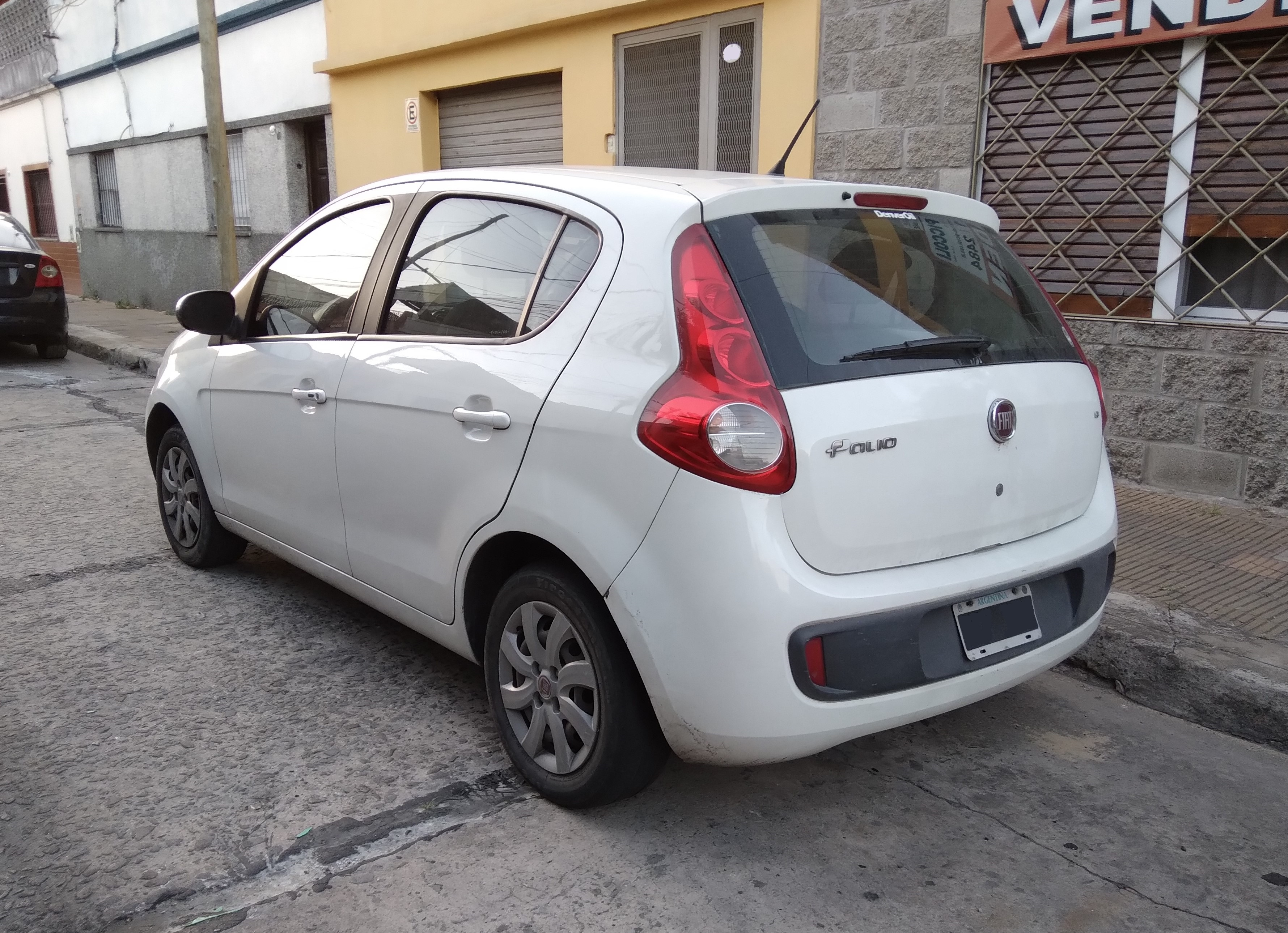

Продажі Fiat Palio почався в кінці 2011 року. Лінійка двигунів, складається з трьох чотирициліндрових агрегатів - 1.0 (73 к.с., 95 Нм) і 1.4 (85 к.с., 124 Нм) сімейства FIRE, а також мотор 1.6 E.torQ (115 к.с., 160 Нм). Ці показники актуальні в тому випадку, якщо мотори працюють на бензині. При споживанні біоетанолу віддача стає трохи вищою. Наприклад, 1.0 двигун розвиває 75 к.с. і 99 Нм, 1.4 - 88 к.с. і 125 Нм, а 1.6 - 117 к.с. і 168 Нм відповідно. За замовчуванням всі агрегати комплектуються п'ятиступінчастою «механіка», а за доплату на версію 1.6 можна замовити п'ятидіапазонний «робот» Dualogic.

### Двигуни
- 1.0 L FIRE Evo I4 flexyfuel
- 1.4 L FIRE Evo I4 flexyfuel
- 1.6 L E.torQ I4 flexyfuel